# Chiesa di San Giovanni de' Fleres
La chiesa di San Giovanni de' Fleres è stata una chiesa di Catania, oggi scomparsa, con ingresso in via Mancini, nel quartiere Agnonella, di fronte al quartiere San Giovanni de' Fleres, risalente al VI secolo e demolita nel 1896. Di essa rimane un elaborato arco in stile gotico chiaramontano come testimonianza.

## Storia
La prima edificazione risale al 532 d.C. quando venne fatta costruire dal Vescovo di Catania Stefano di Siracusa.

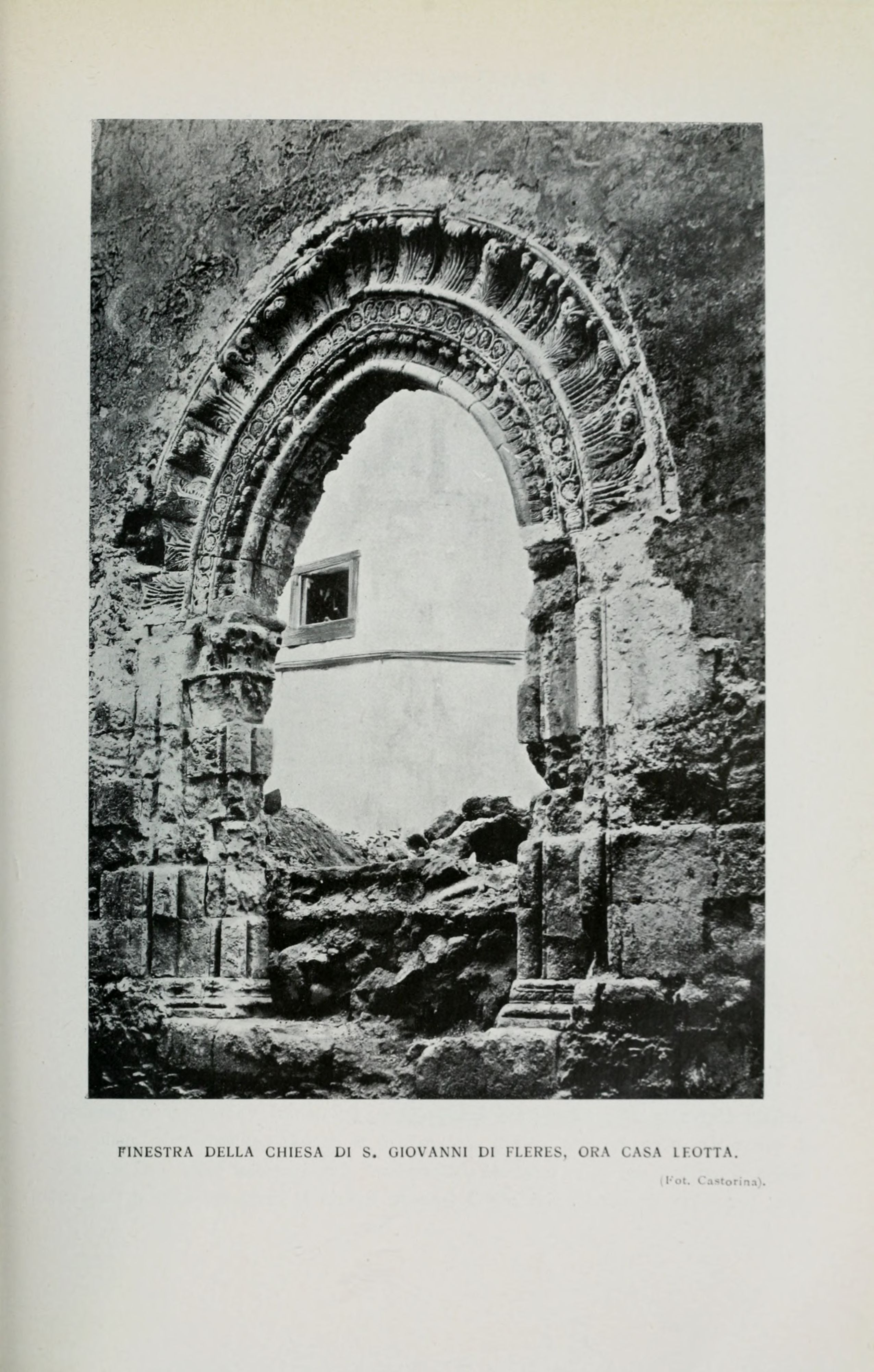
L'Arco in una foto del 1907 per la monografia "Catania" di Federico De Roberto.

Durante il periodo normanno la chiesa fu affidata all'Ordine dei Cavalieri Ospitalieri e vi venne realizzato un annesso convento che fungesse da ospedale. In questo periodo la chiesa prende il titolo di San Giovanni di Gerusalemme. Era il primo - e per molto tempo l'unico - servizio di assistenza sanitaria cristiano in città. Tra il XIV e il XV secolo la chiesa venne restaurata, assumendo un aspetto gotico, come dimostrano le vedute a volo di uccello della città di Catania le quali rappresentano una chiesa apparentemente ad unica navata, con arco, rosone e campanile centrale in facciata. L'arco è tuttora visibile in via Cestai all'angolo con via Mancini. Nel 1445 l'ospedale verrà incamerato nel trecentesco Ospedale di San Marco, antenato dell'Ospedale Vittorio Emanuele II, che racchiuse in sé tutti gli ospedali di Catania e di Aci Castello con bolla papale. Nella Pianta topografica della città di Catania di Sebastiano Ittar (1833) al numero 168 appare la chiesa (dove viene confermata l'unica navata) titolata S. Giovanni Gerosol.no.
La chiesa esistette fino al 1896, quando venne demolita per dar luogo all'edificazione di casa Liotta. Ad oggi è visibile un arco in pietra, a sesto acuto strombato e decorato a motivi floreali, risalente all'edificio medioevale, risparmiato per volere del senato civico.
Dall'androne del palazzo al numero 6 è visibile un dipinto del pittore Pasquale Liotta, intitolato Predicazione di san Giovanni Battista nel deserto, inserito in una nicchia con arco a sesto acuto nella quale si trova la lapide seguente: